# Nemanja Đeković
Nemanja Đeković, en serbe en écriture cyrillique : Немања Ђековић, né le 9 mai 2003 à Kruševac en Serbie, est un footballeur serbe qui évolue au poste de défenseur central au FK Napredak Kruševac.

## Biographie

### En club
Né à Kruševac en Serbie, Nemanja Đeković est notamment formé par le FK Napredak Kruševac, avec lequel il signe son premier contrat professionnel le 6 octobre 2020, d'une durée de quatre ans. C'est avec ce club qu'il fait ses débuts en professionnel le 6 février 2021, lors d'un match de championnat face au Partizan Belgrade. Il entre en jeu à la place de Miroljub Kostić (en) et son équipe est battue par trois buts à zéro.
Đeković inscrit son premier but en professionnel le 3 septembre 2022, lors d'une rencontre de championnat face au FK Spartak Subotica. Il est titularisé et participe à la victoire de son équipe par deux buts à un,.

### En sélection
Nemanja Đeković est convoqué pour la première fois avec l'équipe de Serbie espoirs en novembre 2022. Il joue son premier match avec les espoirs lors de ce rassemblement, le 16 novembre 2022, contre la Russie. Il est titularisé et son équipe est battue par un but à zéro.